# Піротин

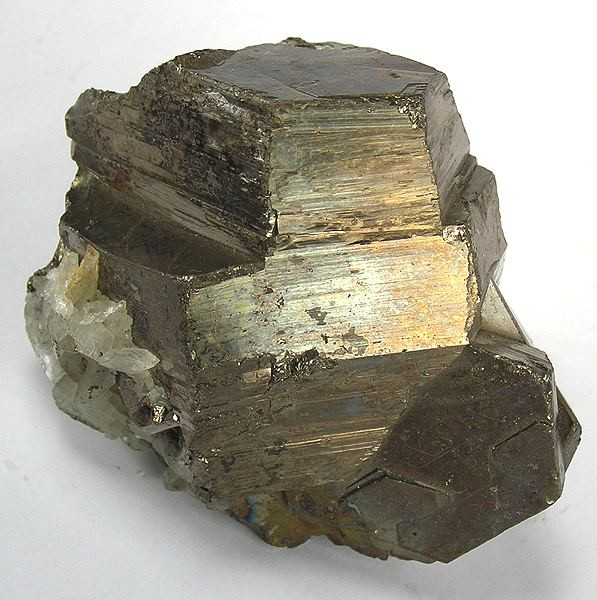
Піротин

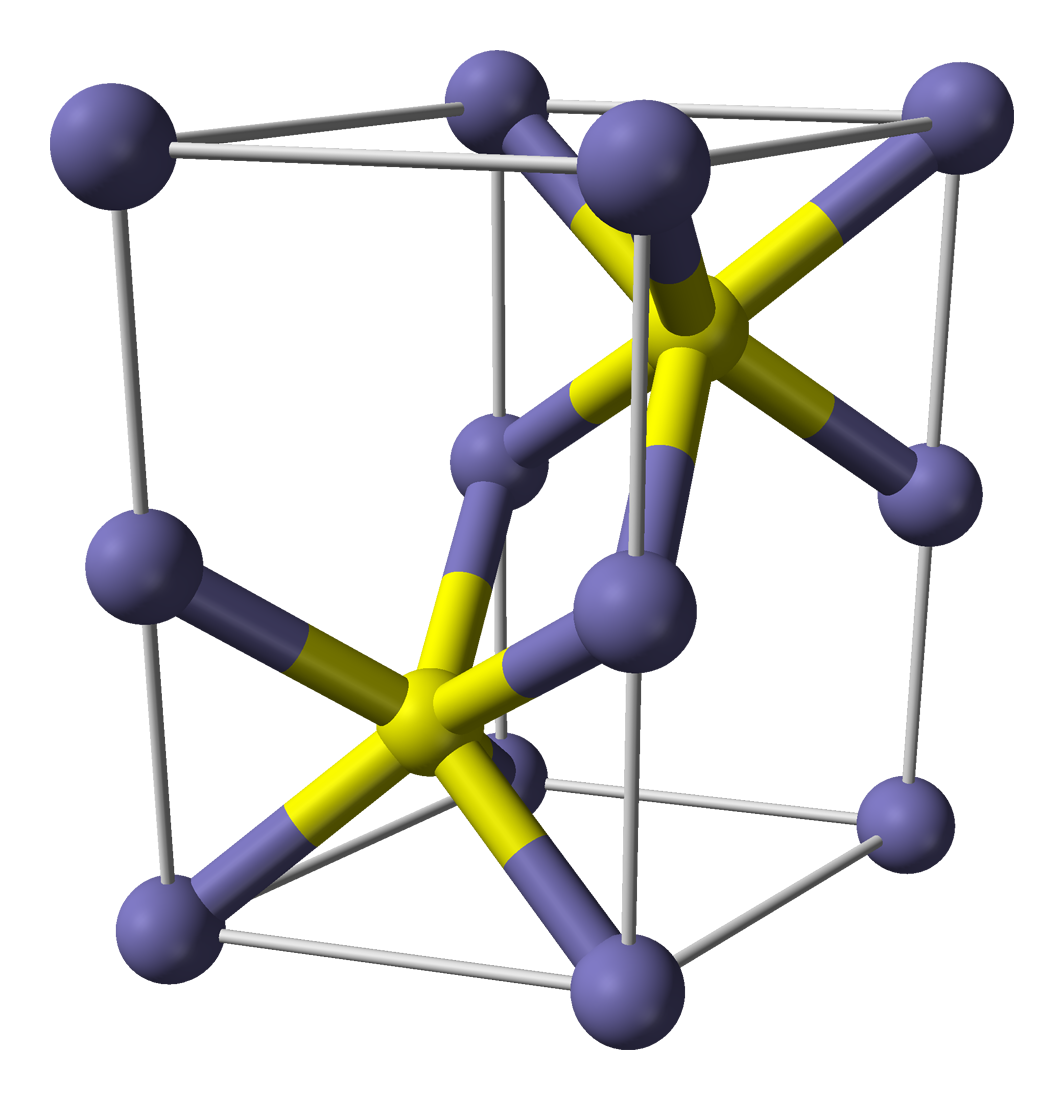
NiAs structure of basic pyrrhotite-1C

Піротин (рос. пирротин; англ. pyrrhotite, pyrrhotine, magnetic pyrites; нім. Pyrrhotin n, Pyrrhotit m) — мінерал, сульфід заліза координаційної будови.
Назва піротину походить від грец. піррос — вогняночервоний (J.F.A.Breithaupt, 1835 р.). Синоніми: колчедан магнітний, магнетопірит, піротит.

## Склад і властивості
Хімічна формула: Fe1-nS. n = 0-0,11. Містить (%): Fe — 63,53; S — 36,47. Домішки: Cu, Ni, Co. Головним чином домішки має за рахунок халькопіриту — CuFeS2, і пентландиту — (Fe, Ni)9S3.

## Кристалографія
Сингонія гексагональна (для високотемпературної модифікації, стійкої при температурі вище 300°) і моноклінна (для низькотемпературної модифікації, стійкої при температурі нижче 250°). Дигексагонально-біпірамідальний вид симетрії. Штучні модифікації — ромбічна і низькотемпературна гексагональна.

### Агрегати ігабітус
Піротин звичайно зустрічається в суцільних масах або у вигляді вкраплених зерен неправильної форми.
Форми виділення: таблитчасті, рідше стовпчасті, пірамідальні кристали, зливні маси, розетки, агрегати.
Інколи спостерігаються радіально-волокнисті агрегати. Кристали трапляються рідко. Звичайно вони мають таблитчастий і рідше стовпчастий та пірамідальний габітус. На кристалах найчастіше розвинені грані пінакоїда {0001}, призми {1010} і біпіраміди {1011}.
Інколи відмічаються двійники зростання по (1011) та орієнтові наростання арсенопіриту.

## Фізичні властивості
Колір бронзовожовтий, з бурою побіжалістю. Колір риси сіруваточорний. Блиск металічний. Непрозорий. Спайність недосконала. Густина 4,58-4,70. Твердість 3,5-5,0. Злам нерівний до напівраковистого. На повітрі тьмяніє. Крихкий. Добрий провідник електрики. Переважно магнітний, з різною інтенсивністю: чим більша кількість заліза, тим менше магнітний.

## Утворення і родовища
Зустрічається в родовищах, пов'язаних з основними виверженими породами. В екзогенних умовах він виникає дуже рідко і відомий в осадочних залізних рудах (Керченське родовище). Також відомий у контактово-метасоматичних, гідротермальних і дуже рідко осадових утвореннях, у фосфоритових жовнах. Дуже поширений мінерал гіпогенних родовищ. Зустрічається також в метеоритах.
Родовища: Боденмайс (Баварія, ФРН), Гундгольмен і Івеланд (Норвегія), Тунаберґ (Швеція), Оутокумпу (Фінляндія), Геря (Румунія), Риф Меренського (ПАР). В Україні знайдений на Поділлі, у Подніпров'ї.

### Практичне значення
Є рудою заліза, хоча і менш значущою, ніж пірит. Використовується в хімічній промисловості (виробництво сірчаної кислоти). З руди виділяють також домішки металів. Цінується колекціонерами.

## Різновиди
Розрізняють:
- моноклінний (природний П. з вмістом сірки 51,5-54,5 ат.%. Феромагнітний. Зустрічається разом з гексагональним П., утворюючи в ньому пластинчасті виділення і тонкі прожилки),
- нікелистий,
- стибіїстий (брейтгауптит, NiSb),
- α-піротин (синтетичний піротин ромбічної сингонії),
- β-піротин (1. Інша назва піротину; 2. Синтетична низькотемпературна гексагональна модифікація піротину).
- седерхольміт (селенід нікелю b-NiSe).